# 러시아의 역사
러시아의 역사는 광대한 영토와 다양한 민족이 공존하는 가운데, 수많은 변화와 발전을 거쳐왔다. 러시아의 기원은 9세기 동슬라브족이 형성한 키예프 루스로 거슬러 올라간다. 이후 13세기 몽골의 침략을 받아 킵차크 칸국의 지배를 받았으나, 15세기 모스크바 대공국이 점차 성장하며 러시아의 중심으로 자리 잡았다. 1547년 이반 4세(이반 뇌제)가 '차르'의 칭호를 사용하며 러시아 차르국이 시작되었다.
17세기 후반부터 러시아는 점차 유럽의 강대국으로 자리 잡기 시작하였다. 표트르 1세는 대대적인 서구화 개혁을 추진하며 국가의 군사력과 행정 체계를 정비하였다. 1721년, 그는 공식적으로 러시아 군주의 명칭을 차르에서 임페라토르(Император, 황제)로 바꾸고, 러시아 제국의 출범을 선포하였다. 이로써 러시아는 유럽의 여러 제국과 동등한 지위를 가지게 되었으며, 이후 강력한 중앙집권 체제를 기반으로 한 제국 확장의 길을 걷게 되었다.
19세기에는 나폴레옹 전쟁과 크림 전쟁을 겪으며 국제 정세 속에서 중요한 역할을 하였다. 알렉산드르 2세 치하에서 1861년 농노제가 폐지되는 등 사회 개혁이 이루어졌으나, 제정 러시아는 여전히 정치적·경제적 불안정을 겪고 있었다. 20세기 초, 러일전쟁 패배와 1905년 혁명으로 혼란이 심화되었다. 결국 1917년 러시아 혁명으로 인해 제정이 무너지고, 1922년 소비에트 사회주의 공화국 연방이 수립되었다.
소련 초기에는 블라디미르 레닌의 지도 아래 사회주의 경제 시스템을 정비하고 신경제정책(NEP)을 도입하였으나, 그의 사망 이후 이오시프 스탈린이 집권하면서 급격한 산업화와 집단농업 정책이 시행되었다. 스탈린 시대에는 강력한 독재 체제가 구축되었으며, 대숙청과 굴라크 운영 등 극단적인 정치 탄압이 이루어졌다. 그러나 동시에 제2차 세계대전 중 나치 독일과의 전쟁에서 승리하며 미국과 함께 초강대국으로 부상하였고, 이후 미국과의 냉전 체제 속에서 군사·과학·우주 개발 분야에서 경쟁을 펼쳤다.
1953년 스탈린 사망 후 니키타 흐루쇼프가 집권하면서 스탈린 격하 운동을 포함한 일부 개혁이 이루어졌으나, 1960~70년대 브레즈네프 시대에는 경제 침체와 정치적 경직성이 심화되었다. 1985년 고르바초프가 등장하면서 페레스트로이카, 글라스노스트가 추진되었으나, 경제난과 민족주의 갈등이 격화되면서 내부 붕괴가 가속화되었다. 이로 인해, 일부 소련 공산당 보수파들은 고르바초프의 개혁개방 정책 반대 및 실각을 위해 8월 쿠데타를 일으켰으나, 보리스 옐친과 시민들의 강력한 저항으로 인해 쿠데타는 실패로 돌아갔다. 이 사건은 소련 공산당의 권위를 크게 실추시켰으며, 이후 공산당이 해체되고 1991년 12월 소련이 공식적으로 붕괴되는 결정적인 계기가 되었다.
1991년 소련 붕괴 이후 러시아 연방이 건국되었다. 보리스 옐친이 초대 대통령으로 취임하면서 러시아는 자본주의 경제 체제를 도입하고 서방 국가들과 협력하는 방향으로 정책을 전환하였다. 그러나 1990년대에는 경제 불안과 정치적 혼란이 지속되었으며, 1998년 러시아 금융 위기로 인해 심각한 경제적 타격을 입었다. 이러한 혼란 속에서 1999년 블라디미르 푸틴이 총리로 임명되었고, 이후 대통령직을 맡으며 러시아의 새로운 정치 질서를 구축하였다.
2000년대 들어 블라디미르 푸틴 집권 이후 강력한 중앙집권적 통치 아래 경제 성장을 이루었으며, 에너지 자원을 활용한 외교 전략을 통해 국제적 영향력을 확대하였다. 그러나 2014년 크림반도 병합과 2022년 우크라이나 전쟁 등으로 서방과의 갈등이 심화되었으며, 이에 따른 경제 제재와 외교적 긴장이 지속되고 있다.

## 고대

### 기원전
동슬라브족이 거주하기 전 남러시아 쪽에는 기원전 10세기부터 각 민족들이 역사에 이름을 드러냈다. 기원전 10세기 경부터 스키타이인과 킴메르인이, 기원전 7세기 경에는 사르마티아인이 각각 남러시아에 진출했다. 게르만족의 대이동 시기에는 동고트족의 일부가 남러시아에 들어왔지만, 7세기부터는 동유럽 평원에서 독자적인 힘을 구축하기 시작한다.

### 초기 슬라브족
기본적으로는 슬라브 문화를 바탕으로 했다. 하지만 동, 서, 남의 많은 여러 슬라브 원주민들 중 동슬라브인들은 고대부터 중앙아시아에서 온 투르크 민족들의 지배를 받고 튀르크 문화에 많은 영향을 받았다. 동슬라브족 등 슬라브인들의 역사는 대체적으로 게르만, 튀르크 등 잦은 외세에 시달리다 이겨내지 못하고 잦은 지배에 점철된 역사이다. 그래서 슬라브 민족의 국가는 다른 유럽 민족들과 달리 늦게 성립되어 나타난다. 동슬라브인들은 5세기부터 투르크 민족 국가인 사바르 카간국의 지배하에 있었고 그 후에는 아바르 카간국에 정복되어 나중에는 러시아를 포함한 동슬라브족 초기 국가인 루스 카간국에 막대한 영향을 준 하자르 카간국에 정복되어 있었다. 하자르 카간국의 영향에 따라 동슬라브족으로서의 정체성이 생기기 시작하였고 8세기에서 9세기에 루스 카간국이라는 고대 투르크어인 카간을 자칭하는 동슬라브 민족의 첫 국가가 등장하였다.그 전까지는 러시아와 우크라이나를 지배했던 중앙아시아 투르크 민족들이 카간을 자칭하였으나 그 지배 아래 동슬라브 민족들도 완전히 종속과 동화되어 동슬라브의 정체성이 확립되었고 그 후 동슬라브 민족들이 카간을 자칭하였다. 동슬라브 원주민들은 중앙아시아의 동유럽 정복을 받아들이고 그 휘하에서 활동하였다. 3세기부터 10세기까지 이르는 중앙아시아 투르크 민족의 러시아 민족 지배에 의한 투르크화의 영향력으로 동슬라브 문화는 서유럽 문화와는 조금은 이질적인 존재로 취급됐었다. 또한 게르만이라는 외세의 침략에 자주 시달렸으나 이겨내지 못하고 지배당해 영토내에서 농노화되어 있었다.
현재의 벨라루스와 러시아 그리고 우크라이나의 북부에 해당하는 지역에서는 게르만족의 대이동이 일어나 게르만인들이 서방으로의 이동 뒤 슬라브족들이 건너와 동슬라브족이라는 슬라브 민족들이 거주하고 있었다. 슬라브어파의 동슬라브어를 사용하고, 삼림 지대에서 소박한 농경 생활을 보내고 있던 동슬라브족의 서쪽에는 발트어파에 속한 발트족, 동쪽이나 북쪽에는 핀우그리아어파에 속한 핀족들이 그들과 같은 생활을 보내고 있었다. 남쪽의 흑해 북해안의 스텝은 유목화된 동슬라브인들이 거주했다. 이윽고 이 지역의 동슬라브인들은 튀르크인들에 지배를 받아 튀르크에 동화되었고, 볼가강의 하류에서 진출해온 튀르크족의 러시아 정복에 의해 하자르 한국에 정복당하였다. 이후 러시아인들은 비잔틴 제국과 게르만족들의 국가들의 침략에 시달렸고 동슬라브족(러시아인)들은 지배당해 농노로서 존재했다.
서유럽에서 프랑크 왕국 등 게르만족의 왕국이 형성되었을 무렵에, 북서쪽 스칸디나비아반도에서 바랑기아인들이 활동하기 시작했다. 해적·침략 행위 뿐만 아니라 발트해·북해의 교역에 종사한 바랑기아인은 발달된 항해술로 강을 타고 흑해로 들어가서 남쪽의 경제적으로 번영한 동로마 제국과 교역에도 나섰고, 또 이슬람 제국의 교역도 활발히 행해지고 있었기 때문에, 이러한 두 개의 교역 루트를 통해 동쪽 슬라브 사람들은 튀르크인과 바랑가아인의 영향권에서 국가를 형성하기 시작했다.

### 루스 카간국
753년에 라도가 호수 부근에 루스인 최초의 도시인 스타라야라도가가 형성된 이후 튀르크족과 동슬라브인들의 영향으로 루스인들의 정체성이 확립되기 시작하였고, 830년 경에는 튀르크의 군주 칭호인 카간을 루스인들의 군주의 칭호로 사용하면서 루스인의 첫 국가인 루스 카간국이 등장하였다. 루스인들은 이후 러시아인, 벨라루스인, 우크라이나인의 원형이 되었으며, 이들이 세운 국가인 루스 카간국은 키예프 루스의 전신이 되었다.

## 중세

### 노브고로드 루스
루스 카간국의 마지막 카간이자 류리크 왕조의 시조인 류리크가 862년에 오늘날 노브고로드 방면에 정착하였는데, 이 시기부터 올레그 베시가 키예프 루스를 형성한 882년까지의 루스인들의 정체를 노브고로드 루스라 일컫는다. 원초 연대기에 의하면 추드인, 동슬라브인, 메레인, 벱스인, 크리비치인들이 루스인들을 내쫓고 스스로 통치하려 하였으나 그 후 부족들이 서로 싸우기 시작하였기 때문에 질서를 잡기 위해 다시 루스인들을 불러들여 862년에 류리크가 노브고로드에 정착하였다고 한다. 루스인들은 10세기까지 투르크족의 영향을 받았고 이에 따라 류리크 왕조의 시조인 류리크 또한 위대한 카간이자 왕으로 불렸지만, 류리크가 노브고로드에 정착한 후에는 피지배층인 동슬라브족에 서서히 동화되었으며, 카간이라는 호칭보다는 대공이라는 호칭이 자주 쓰이게 되었다.

### 키예프 루스
러시아, 벨라루스, 우크라이나의 원형인 키예프 루스는 882년 류리크의 후계자인 올레그 베시가 키예프를 점령한 후 루스인들의 중심지를 노브고로드에서 키예프로 옮김으로써 형성되었다. 당시 키예프 루스의 북동부 지방이 바로 오늘날의 유럽 러시아 지역이다. 키예프 루스는 9세기에 동로마 제국으로부터 동방 정교회와 비잔틴 문화를 수용하였고 10세기와 11세기에는 유럽에서 가장 강력한 국가 중 하나가 되어 후의 러시아, 벨라루스, 우크라이나 3국의 국가 정체성 형성의 바탕이 되었다. 키예프 루스는 13세기 류리크 왕조의 분할 상속으로 인한 내부 분열과 몽골의 침략으로 멸망하였다. 키예프 루스가 멸망한 이후 노브고로드 공화국, 블라디미르 대공국, 랴잔 공국, 트베리 공국, 스몰렌스크 공국, 프스코프 공화국, 모스크바 공국 등의 군소 루스 공국들이 키예프 루스의 명맥을 이어받게 되었으며, 동시에 타타르의 멍에에 시달리게 되었다.

### 노브고로드 공화국
오늘날 노브고로드 지역을 중심으로 존재했던 루스계의 공화국 국가로, 상업 활동으로 번성하였다.

### 블라디미르 대공국
오늘날의 블라디미르를 중심으로 존재했던 루스계 국가로, 유리 돌고루키 이후 번성했다. 모스크바 대공국의 전신이기도 하다.

### 타타르의 멍에와모스크바 대공국
킵차크 칸국의 키예프 루스 정복 이후, 루스인들은 킵차크 칸국의 지배를 받게 된다. 당시 루스인들은 킵차크 칸국을 '황금의 약탈자'라는 뜻의 골든 호르드(Golden Horde)라고 불렀다. 한편 이 시기에 오늘날 러시아의 수도인 모스크바가 1147년에 블라디미르 대공국의 대공인 유리 돌고루키의 치세에 처음 이름을 드러냈으며, 이후 류리크 왕조 출신인 알렉산드르 네프스키의 막내아들인 다닐 알렉산드로비치의 치세에 모스크바를 중심으로 모스크바 대공국이 형성되면서 본격적으로 성장하였다. 킵차크 칸국은 이 모스크바 대공국에 군사를 주둔시키고 모스크바 대공국을 중심으로 사방의 루스인들의 공물과 세금을 걷게 하는 방식의 간접 통치를 실시하였으며 2세기의 지배가 지나 1317년에 모스크바 대공국의 대공은 킵차크 칸국의 공주와 결혼하여 킵챠크 칸국으로부터 전 루스인의 대공으로 인정받는다. 이 때부터 본격적으로 성장하기 시작한 모스크바 대공국은 트베리 공국과 같은 다른 루스 공국들과의 투쟁, 폴란드 왕국, 리투아니아 대공국과 같은 서쪽의 외국 세력과의 전쟁 속에서 점차 킵차크와 루스 전체의 통일을 이루는 곳으로 인정받게 된다. 타타르의 멍에는 계속되었으나 타타르의 귀족과 루스 귀족의 결혼은 일반적인 것이 되었으며 타타르인들은 문화적•언어적으로 동슬라브화되어 킵차크 칸국은 서서히 쇠퇴하게 된다. 드미트리 돈스코이 시절은 이러한 모습을 상징적으로 보여준다. 그는 당시 킵차크 칸국으로부터 대공으로 인정받은 트베리 공국의 미하일과 싸워 이겼으며, 리투아니아 대공국과의 전쟁에서도 승리했다. 1380년에는 미하일이 죽은 복수를 위해 출격한 킵차크 군을 돈강에서 싸워 크게 무찔렀다. 그러나 드미트리 돈스코이는 1382년에 토크타미시 칸에게 패배하여 다시 모스크바를 점령당하면서 킵차크 칸국의 통치는 계속되었지만 문화적으로 슬라브화된 킵차크 칸국은 서서히 쇠퇴하였고 이반 3세때 모스크바 대공국은 완전히 독립하게 되었으며 모스크바 대공국은 '루스인의 새로운 중심국'적인 모습에서 성장해 '러시아인의 국가'로서의 모습을 완전히 갖추게 된다.

## 근대

### 러시아 차르국
타타르의 멍에에서 벗어난 모스크바 대공국의 대공 이반 3세의 손자인 이반 4세는 3살의 나이에 모스크바 대공국의 대공이 된다. 초반 몇 년간의 섭정 통치가 끝나고 1547년에 이반 4세는 차르로서 즉위하게 된다. 이로써 분권적인 모스크바 대공국 시대가 끝나고, 중앙집권적인 러시아 차르국(러시아어: Царство Русское, 짜르스뜨보 루쓰까예) 시대가 성립된다.
강력한 이반 4세의 통치기간 동안 중앙집권제가 확립되고 해외 영토가 많이 팽창되었지만, 이반 4세 사후 얼마 안가 후계 문제로 류리크 왕조가 단절되면서 러시아 차르국은 동란 시대로 접어든다. 이반 4세의 아들인 드미트리를 자칭하는 가짜 차르가 3명이 등장한 가운데, 이반 4세의 처가인 로마노프 가문의 미하일 1세가 1613년에 왕위를 계승하면서 로마노프 왕조가 성립되었다.
초기 로마노프 왕조 출신 차르들의 권력은 그리 강하지 않았다. 그러나 강력한 표트르 대제의 등장과 함께 러시아 차르국은 러시아 제국으로 거듭나게 된다.

### 러시아 제국

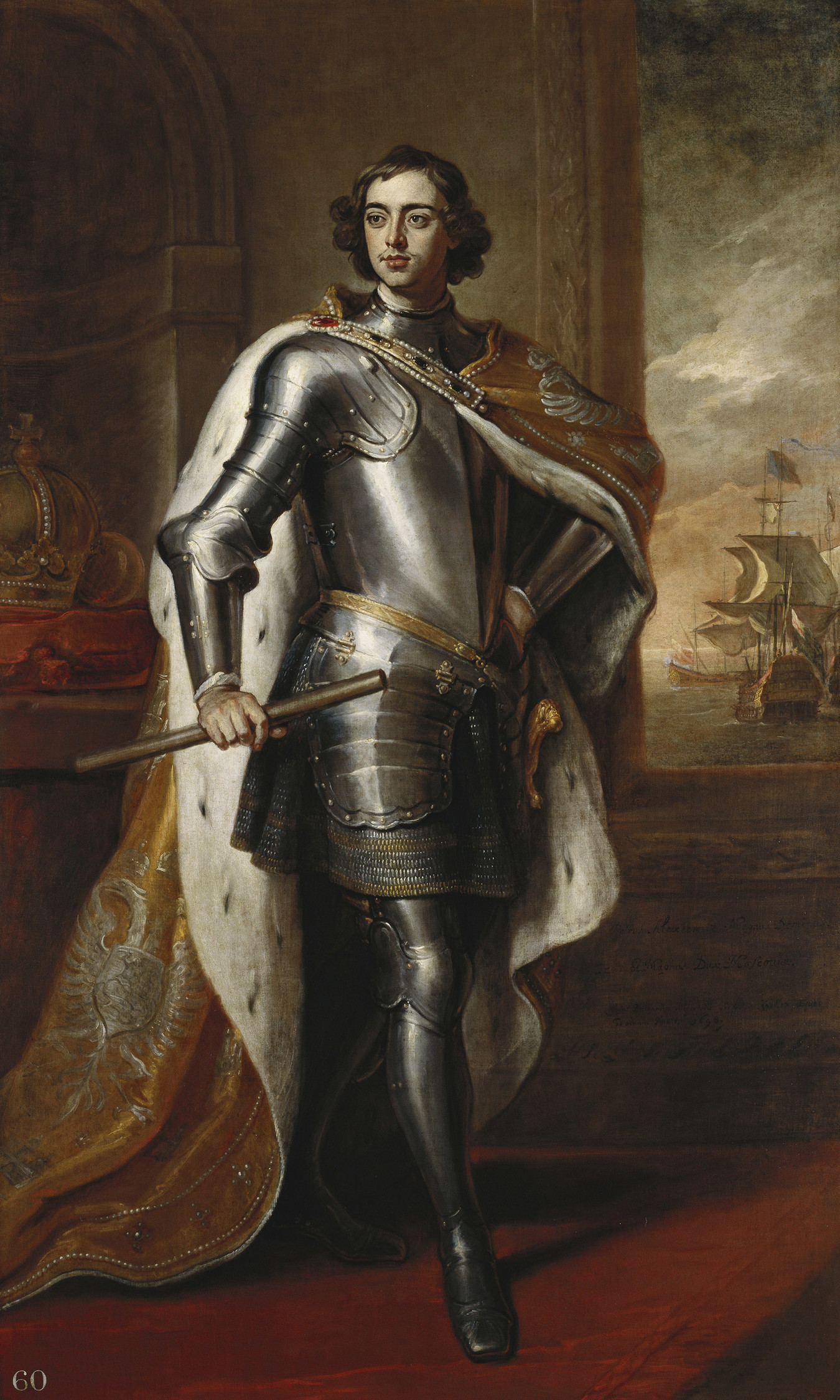
러시아를 서구화시킨 표트르 대제

러시아 제국(러시아어: Pоссийская Империя)은 1721년 표트르 대제가 세운 이후부터 제1차 세계대전 도중 러시아 혁명(1917년 3월)에 의해서 타도될 때까지 존재했다.
17세기 말, 차르로 즉위한 표트르 대제가 서구화 정책을 실시하면서, 러시아는 겨우 동유럽의 일원으로 인정받을 수 있게 된다. 발트 해에 진출하기 위하여 대북방 전쟁에 참가하여, 발트 해에서의 지위를 공고히 하였다. 표트르 대제가 로마 황제의 정식 칭호인 임페라토르를 러시아 황제의 칭호로 채용하고, 정식으로 "러시아 제국"이라는 국호를 제정한 것도 이때다.
표트르 대제 시절에 러시아는 급격한 서구화가 진행되었다. 하지만, 정작 근대화가 필요한 농촌에는 개혁의 바람이 불지 않아 농노제는 폐지되지 않았고, 예카테리나 대제 시기에는 농노제가 확장되기까지 했다. 농민들은 톨스토이(일명 '대문호')의 단편소설에 언급될 정도로 비참한 삶을 살았다.
알렉산드르 2세 황제는 본격적인 러시아의 근대화에 착수했다. 이는 크림 전쟁 당시 영국과 프랑스의 지원을 받은 오스만 제국에 패한 영향이 컸으며, 알렉산드르 2세의 대표적인 근대화 작업은 농노 해방령이었다. 그러나 정작 농노들이 살 토지를 마련해주지 않아, 도시에서는 농민 출신의 빈곤한 노동자들이 등장했다.
그러나 알렉산드르 황제는 1881년에 암살당했고, 알렉산드르 3세에 이르면 부황이 행했던 대학 자치제 등의 자유주의가 일부 제한되었고, 전제정치는 더욱 강해졌다.
니콜라이 2세도 알렉산드르 3세 못지않게 전제 정치를 행했다. 그는 러일 전쟁의 패배에 대한 질책과 이에 따른 개혁을 요구하는 노동자들이 기병대에 의해서 살해 당한 사건인 피의 일요일 사건 등을 맛본 뒤에야 비로소 개혁을 실시하게 된다. 1906년 4월 24일에 헌법을 제정하고, 의회를 설치했다. 그러나 이것은 1889년에 근대적 헌법을 도입한 일본보다도 늦은 것이었다.
러시아 군은 제1차 세계대전 초반, 프로이센의 동부 지역을 침공하여 점령하기도 했다. 그러나 동맹국 세력에게 패퇴하여 동부 전선은 프로이센에서 우크라이나로 점차 후퇴하였고, 1917년 제국은 전쟁에 따른 엄청난 경제적 손실과 혼란 속에서 군대의 사기마저 저하되었다.
1917년 차르 정부는 전쟁을 도저히 부담할 능력이 없었다. 이에 자유주의자, 기업가, 장군, 귀족 모두가 차르 정부에 등을 돌렸다. 빈곤한 노동자 계층들은 보다 적극적으로 차르 정부의 퇴진을 원했으며, 이는 곧 2월 혁명으로 이어졌다. 결국 니콜라이 2세는 퇴위되었고, 권력은 임시정부로 넘어가게 되었다.

## 현대

### 소비에트 연방
소비에트(혁명 위원회)는 임시정부가 성립되었음에도 해산하지 않았고, 그 중 블라디미르 레닌이 이끄는 볼셰비키파는 민중들로부터 많은 지지를 받았다. 1917년 10월 볼셰비키는 수도인 페트로그라드를 장악하고, 소비에트라는 이름으로 집권했다.
1918년, 볼셰비키는 브레스트-리토프스크 조약(Брест-Литовский мирный договор)에서 독일과의 불평등 조약을 맺음으로써, 국내외적인 고립에서 벗어나고자 했으며, 동시에 제정을 지지하는 세력을 격파해야만 했다. 볼셰비키는 1920년 1,300만명의 희생자를 내고 내전에서 승리했다. 러시아 제국은 이로써 소비에트 연방으로 이어지게 되었다.

### 러시아 혁명

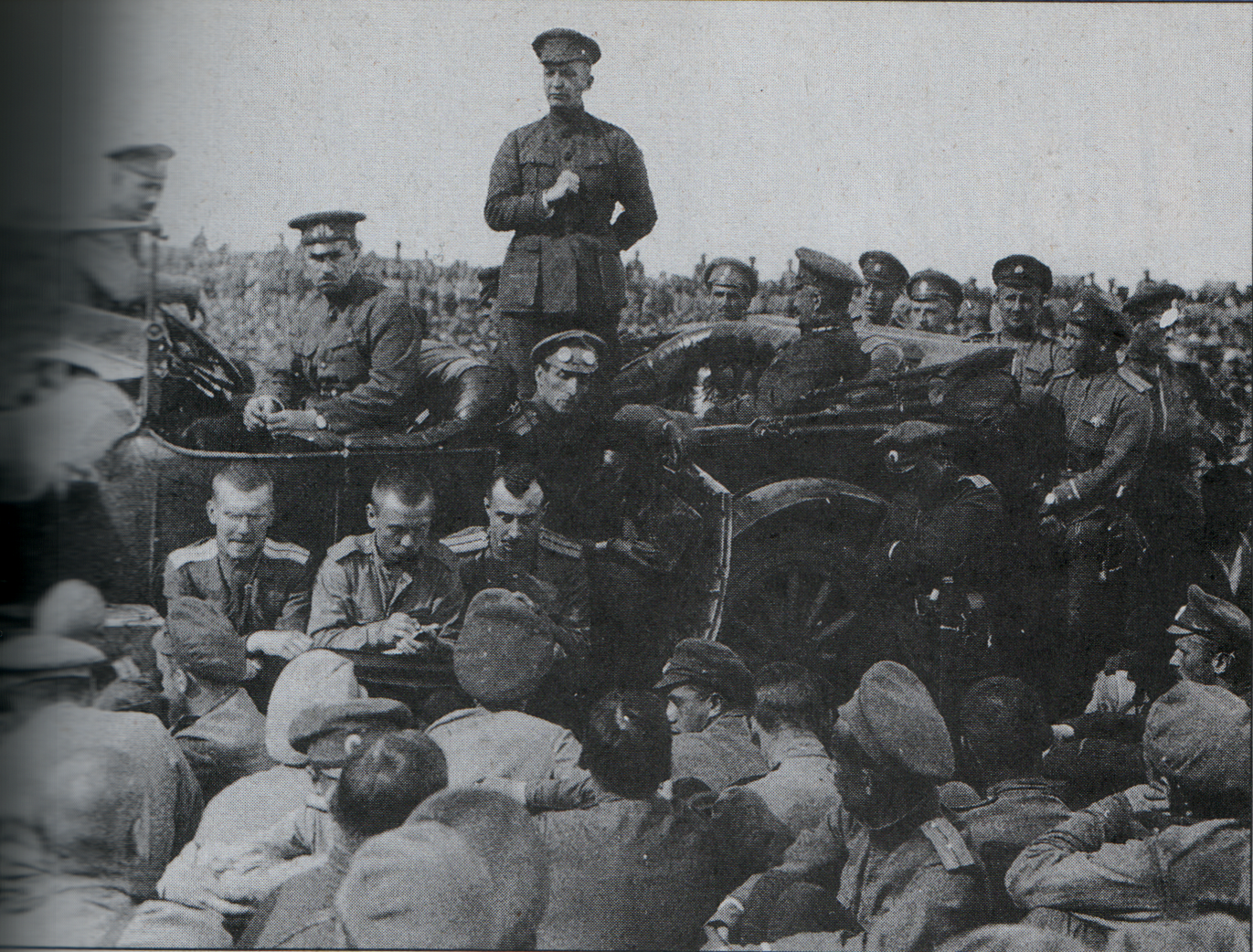
2월 혁명의 지도자이자 러시아 공화국의 창시자인 알렉산더 케렌스키가 군인들에게 연설하고 있다.

1917년 2월의 차르(황제) 퇴위 이후 성립한 임시정부는 점진적인 개혁을 하려고 했다. 그러나 1914년 시작된 제1차 세계대전, 특히 독일과의 전쟁으로 인해 사회적 혼란이 가중되었다. 또한 어린이들이 먹을 우유가 모자를 정도로 심각한 경제난에 시달리고 있었기 때문에, 블라디미르 레닌이 이끄는 볼셰비키는 임시정부에 휴전할 것을 요구했으나 받아들여지지 않았다. 이 시기에는 러시아어가 카자흐스탄, 우즈베키스탄, 타지키스탄, 투르크메니스탄에서 공식 언어로 사용되었다. 러시아 제국은 이 지역들을 정치적으로, 경제적으로, 문화적으로 통제하고자 했으며, 이에 따라 러시아어 교육 및 행정시스템이 도입되었다.
같은 해 11월 7일에 레닌의 지도하에 10월 혁명이 일어났다. 레닌이 이끄는 볼셰비키는 적위군을 조직해 러시아 제국의 수도인 페트로그라드를 장악했다. 혁명에 반대하는 백위군 및 외국 열강의 군대에 대항하려고 레온 트로츠키는 적위군을 붉은 군대로 개편했다. 그 후 일본을 포함한 열강에 의한 간섭 전쟁과 시베리아 출병, 백군과의 내전에 승리했으며, 모든 반대파를 숙청해 러시아에 있어서 볼셰비키의 일당독재 지배를 결정지었다.

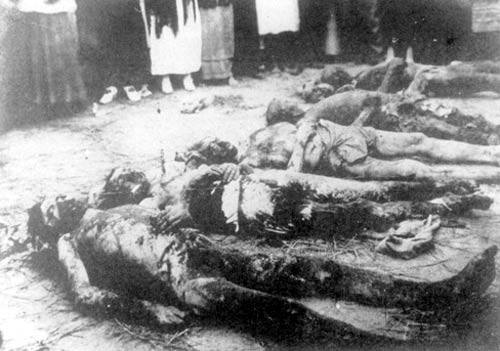
적색 테러의 희생자들 - 소련 비밀 경찰(체카)에 의해 살해된 민간인들

### 소비에트 연방의 건국

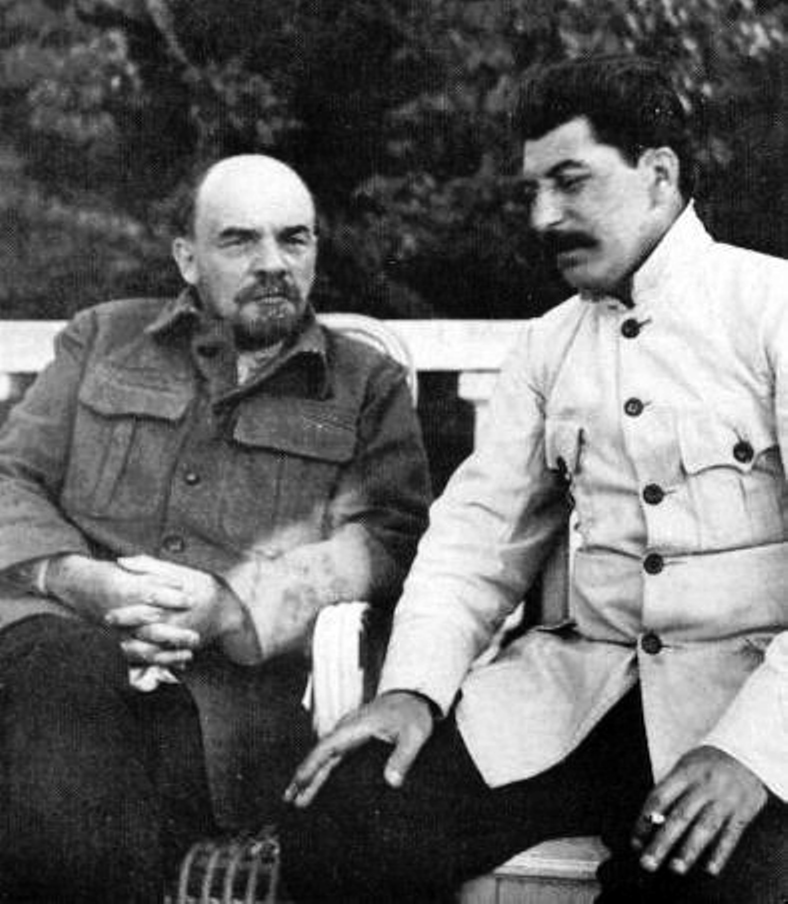
레닌과 스탈린 (1922년)

1922년 12월의 전연방 소비에트 대회에서 러시아 공화국, 벨로루시 공화국, 우크라이나 공화국, 자카프카스 공화국이 연합하여 소비에트 연방의 성립이 선언되었다.
1924년 레닌의 사후(死後) 집권한 이오시프 스탈린은 세계 공산혁명을 주장하는 트로츠키와는 달리 나라안의 안정이 더 중요하다는 일국사회주의를 내세우며, 1928년에는 경제발전 5개년 계획을 발표했다. 또한 그 과정에서 스탈린이 외국으로 추방했고, 반대파를 숙청했다. 일설에 따르면 스탈린이 숙청한 사람은 2000만 명에 이르렀다고도 하며, 무리한 경제발전계획으로 강제수용된 이들도 많았다.
1933년 독일에서는 나치스가 집권했고, 스탈린은 중앙유럽 국가를 공산화 해 위성국(衛星國)으로 둘 계획을 가지고 있었는데, 양자는 결국 중앙유럽의 지배권을 둘러싸고 충돌하게 된다.
1939년 소련과 나치 독일은 독소 불가침조약을 맺고, 그 해 9월 나치 독일이 폴란드를 침공하자 독일과 소련은 폴란드의 영토를 분할했다. 이어 소련은 리벤트로프-몰로토프 밀약으로 말미암아 발트 3국까지 점령했다. 또한 소련은 핀란드를 흡수하려고 겨울 전쟁을 일으켰지만 실패로 돌아간다.

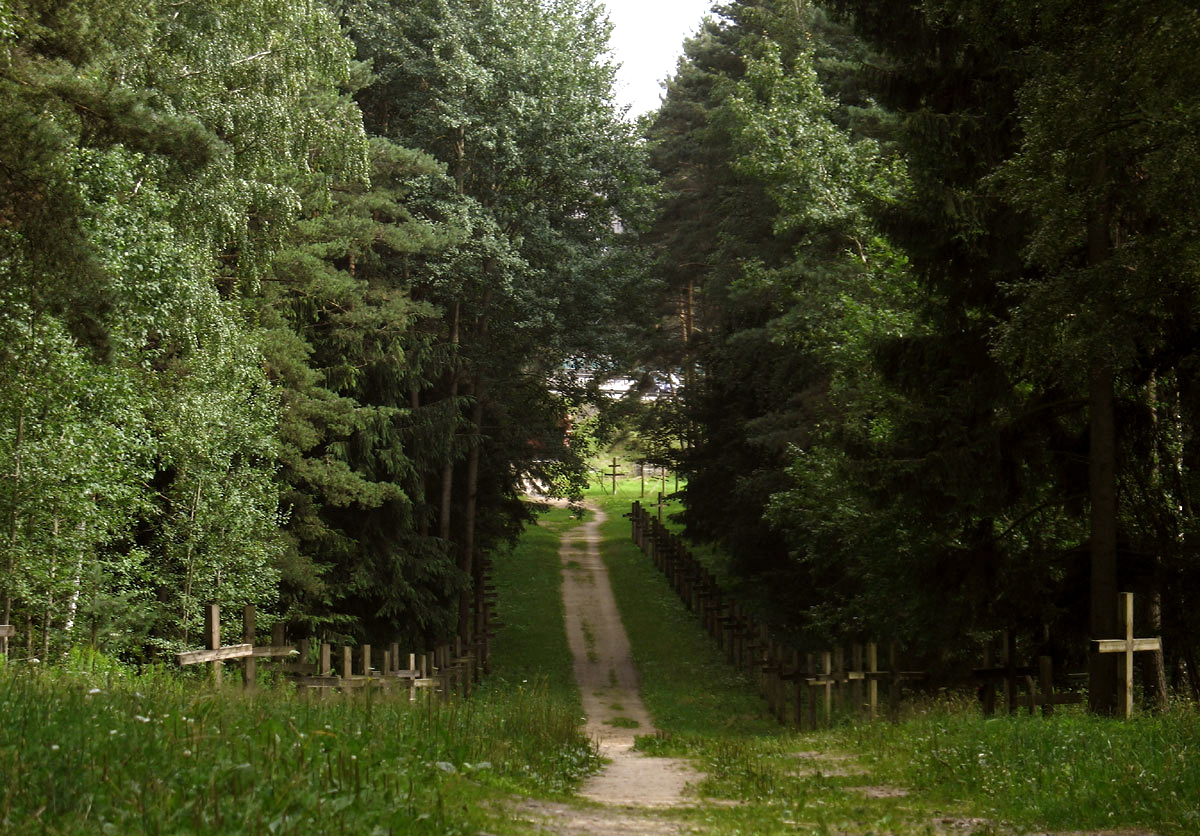
벨라루스 쿠라파티는 구소련에서 가장 큰 규모의 정치적 탄압 희생자 묘지였습니다. 소련 붕괴 후 기록 보관소가 공개되었을 때, 1937년에서 1938년 사이 학살 희생자 25만 명이 그곳에 묻혀 있음이 밝혀졌고, 그들을 기리는 기념비가 세워졌습니다

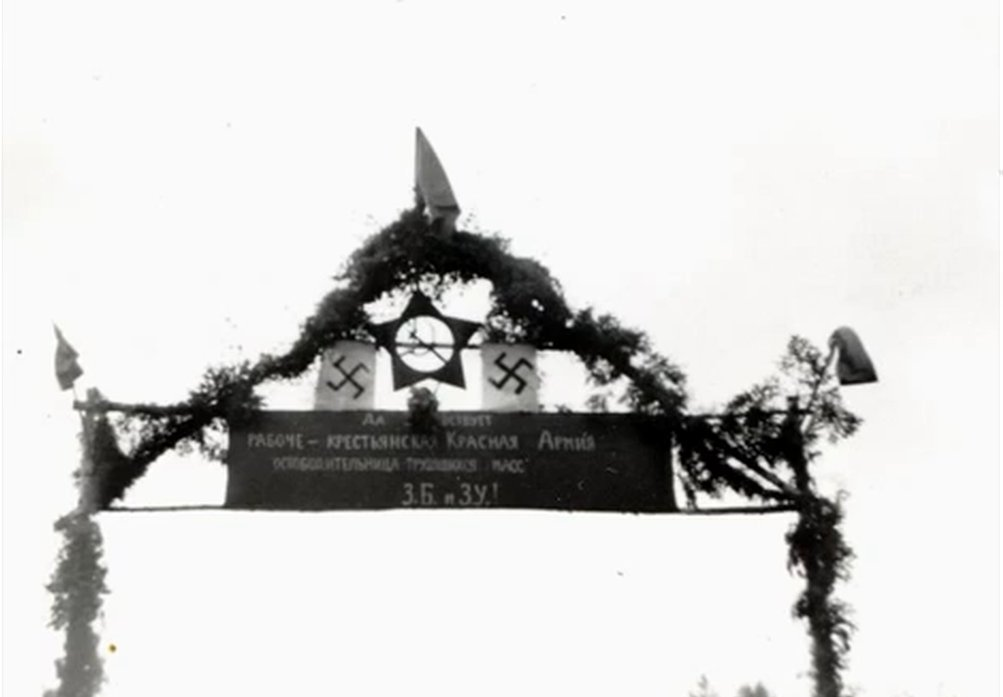
1939년 9월 22일 나치와 소련군의 합동 퍼레이드 당시 소련과 나치의 상징으로 장식된 브레스트 입구의 아치

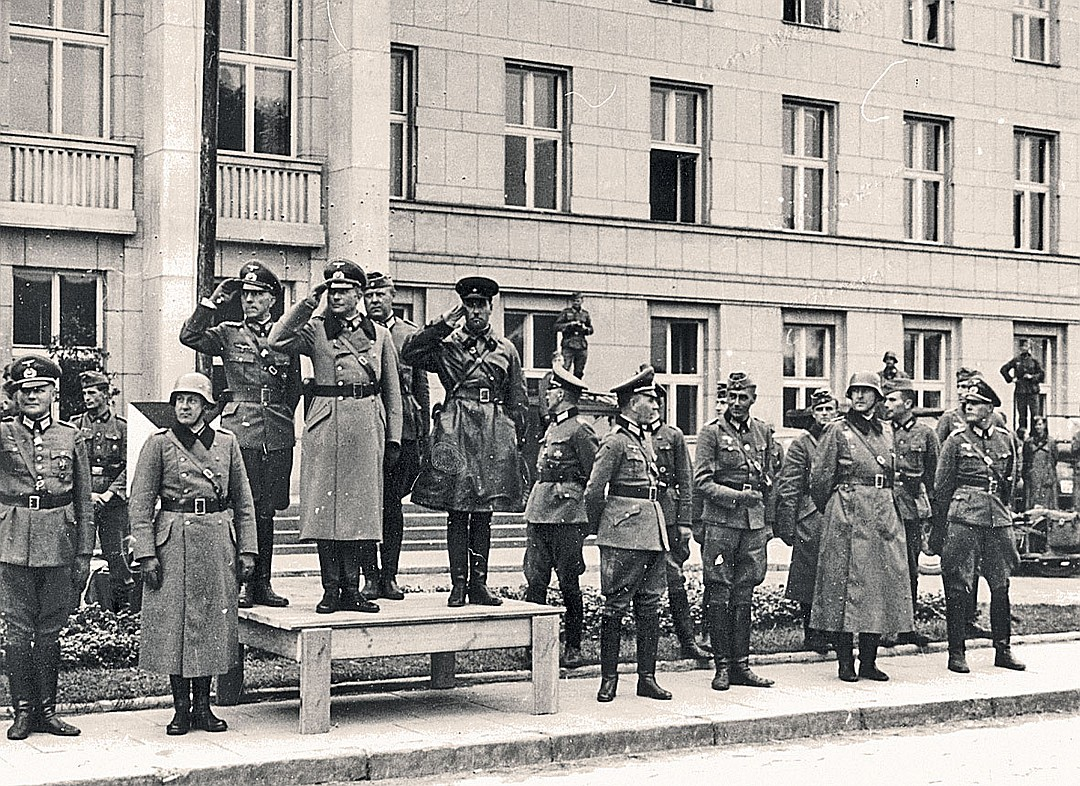
1939년 9월 22일 벨라루스 브레스트에서 열린 독일-소련 승전 퍼레이드

그러나 1941년 나치 독일은 독소 불가침조약을 파기, 독일과 소련 사이에 전쟁(대조국전쟁)이 발발했다. 그 결과로써 소련은 연합국에 참전하게 되었다. 초기에는 독일군이 우세하여 소련의 수도(首都) 모스크바 근처까지 진격했으나, 소련은 레닌그라드 포위전, 스탈린그라드 전투, 쿠르스크 전투 등의 공방전에서 수백만의 희생자를 낸 끝에 승리, 전세(戰勢)를 역전시켜 끝내 나치 독일의 수도 베를린을 함락시켰다. 2차대전 당시 나치의 유대인 탄압을 피해 도망쳐온 유대인들 중에서 스탈린은 100만명을 죽이기도 했다.
소련군 점령지대에는 독일민주공화국(DDR)이라는 공산주의 국가가, 연합군 점령지역에는 독일연방공화국(D)이라는 민주주의 국가가 들어섰다.
1945년 8월 8일에는 얄타 회담의 협정에 근거해 소련-일본 중립 조약을 파기하고, 일본에 선전포고를 하여 사할린, 만주국 및 한국 북부를 점령했다.
소련의 중앙유럽 점령 이후 중앙유럽 여러 나라에서는 연이어 공산주의 정부가 들어서 차츰 소련의 위성국가가 되어갔다. 이들은 바르샤바 조약기구를 결성, 미국을 비롯한 민주주의 진영에 맞서려고 했다. 미국은 이에 대항하기 위해 마셜 플랜을 발표, 서유럽의 경제 부흥을 도우려고 했다. 이 과정에서 양 진영은 대립하게 되었는데, 이로부터 냉전이 시작되었다.
1953년 스탈린의 사망 이후 등장한 니키타 흐루쇼프는 스탈린 격하운동을 벌여 전체주의 독재 정책을 크게 누그러뜨렸다. 그러나 소련은 여전히 경찰국가, 감시국가였다. 그는 식량 생산에 힘을 쏟아 일시적으로는 큰 성공을 거두었지만 너무 갑작스러운 농업생산의 확대로써 농지의 비영양화, 사막화가 진행되어, 결국 소련은 식량을 해외로부터 수입해야 하게 되었다.

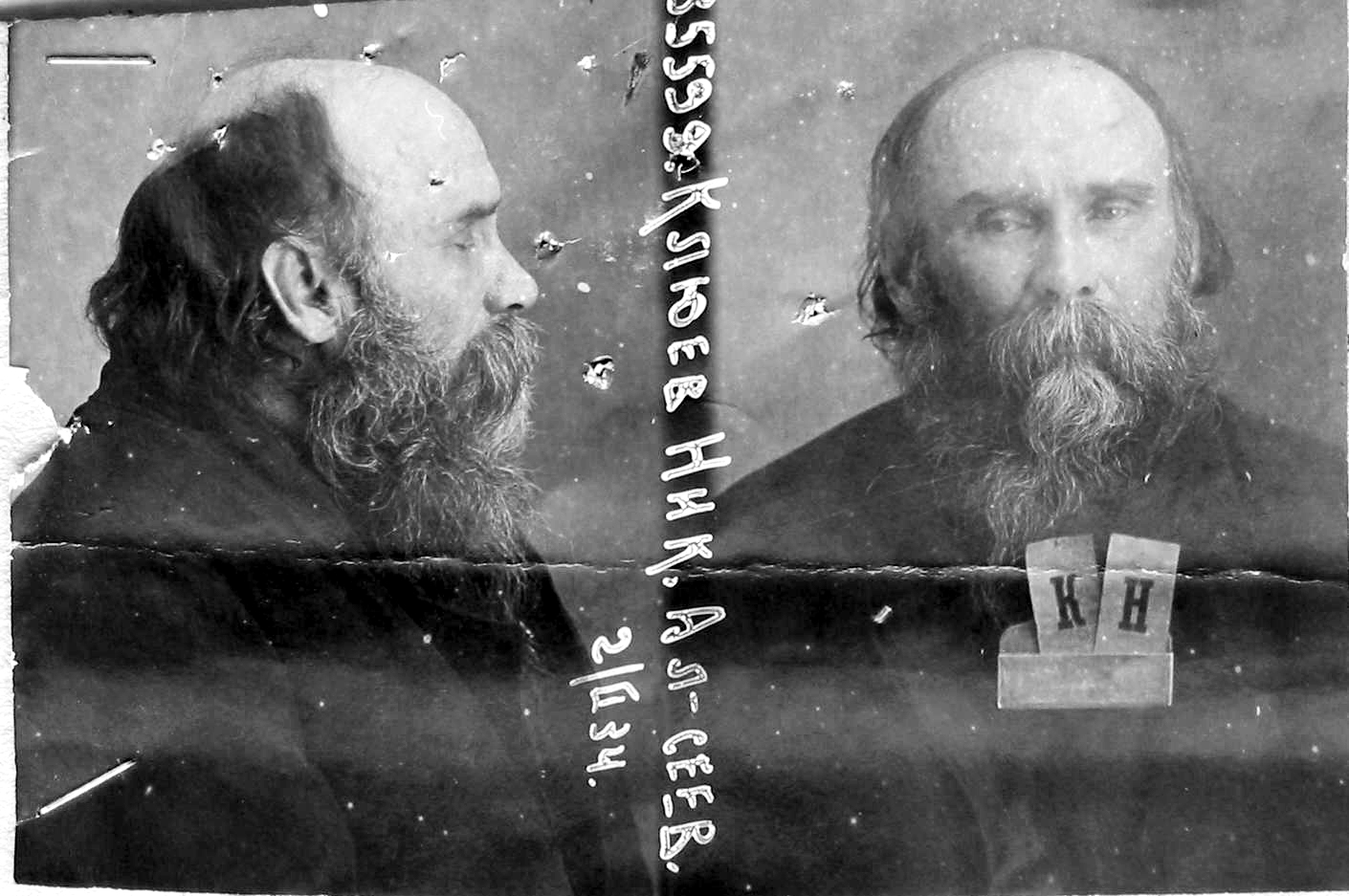
러시아에서 가장 유명한 탄압 희생자 중 한 명인 작가 니콜라이 클류예프는 1937년 대공포 기간 동안 살해되었습니다.

또, 중앙유럽 위성국에서는 자주 반체제 운동, 개혁 운동이 일어났는데, 이에 대해 소련은 1956년 부다페스트 봉기, 1968년 프라하의 봄에 대해 무력개입을 통하여 이를 진압했다.
제2차 세계 대전에서 소련 붕괴 사이에 미국과는 직접적 전쟁이 일어나지는 않았으나, 베를린 봉쇄 등의 적대 행동이나 한국전쟁이나 베트남 전쟁, 제4차 중동전쟁(욤 키푸르 전쟁)등, 세계 각지에서의 대리전쟁이라고 하는 형태로 냉전으로 불리는 대립관계가 형성되었다. 특히 한없는 군비 확장과 또한 핵(核)개발 경쟁은 세계를 핵전쟁의 공포로 몰아넣었다(1962년의 쿠바 위기 등).
1960년대에 들어와 흐루쇼프 체제가 안정되면서 미국과의 관계는 다소 개선되었다. 그러나 흐루쇼프의 실용 노선에 회의적이었던 마오쩌둥이 이끄는 중화인민공화국과의 관계는 반대로 악화되었다(중소대립).
1964년에 농업정책의 실패와 서방에 대한 유화(宥化)정책을 이유로 실각(失脚)한 흐루쇼프에 대신해 공산당 보수파 레오니트 브레즈네프가 지도자가 된 이후, 관료주의 등 체제의 부패가 진행된 동시에 식료나 연료, 생활필수품의 공급 부족으로 국민 생활이 어려워졌으며, 이와 함께 동쪽 제국 전체의 경제가 점차 침체해 갔다.
또한 1979년에 브레즈네프는 아프가니스탄의 공산정권을 지지하려고 아프가니스탄 침공을 실시했지만 이는 다음해의 모스크바 올림픽에 대한 서방 여러 나라의 대량 보이콧을 부르게 되었다. 이 전쟁은 1989년까지 계속되어 소련의 국제사회로부터의 고립을 불렀던 것뿐 아니라, 막대한 전비를 낭비했기 때문에 경제를 매우 압박하는 결과를 낳았다.
1985년에 등장한 미하일 고르바초프는 경공업에 대한 심각한 경제적 위기를 타개하기 위해 페레스트로이카(개혁)와 글라스노스트(glasnost)(정보 공개, 개방)가 진행되었다. 또한 부패한 정치체제의 개혁이 추진되어, 1990년에 지금까지의 구 소련 공산당 일당 독재제 대신 복수정당제(複數政黨制)와 대통령제가 도입되었다.

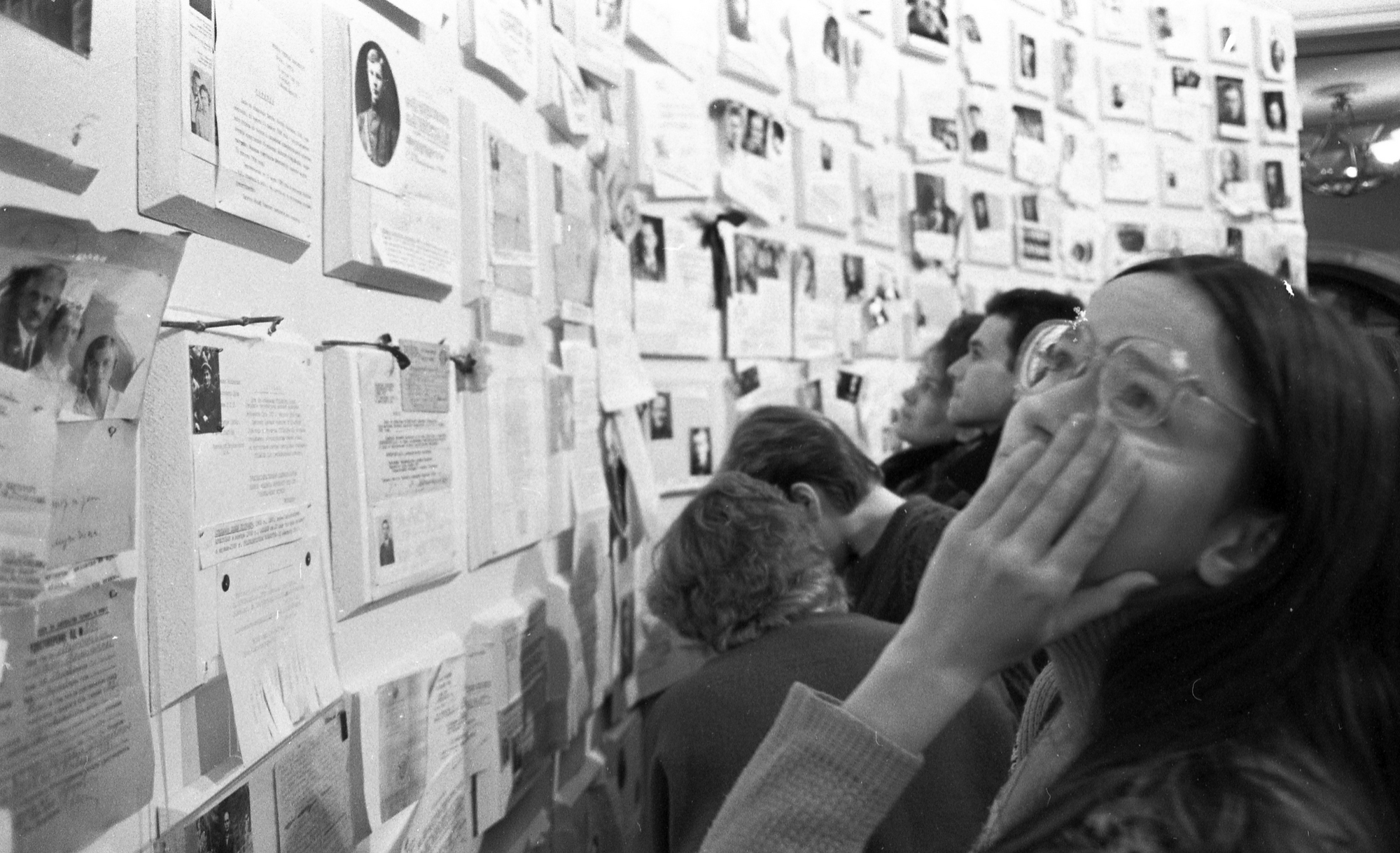
1988년 모스크바에서 열린 스탈린의 굴라그 강제수용소 시스템의 희생자들을 기리는 전시회.

또한 소련의 개혁 개방에 영향을 받아 중앙유럽 위성 국가(衛星國家)에도 민주화 운동이 일어나, 1989년부터 1990년 사이에 동독, 폴란드, 헝가리, 체코슬로바키아 등 소련의 위성국들이 연이어 민주화를 달성했다.
이에 따라 냉전은 사실상 붕괴, 1989년 12월에 몰타 회담에서 고르바초프와 미국의 조지 H. W. 부시 대통령은 냉전이 종결되었다는 선언을 했다.
개혁 개방에 반대하는 국가비상사태위원회 등은 이에 반발해 8월에 쿠데타를 일으켰으나, 개혁파와 소련 국민, 서방 각국의 반대로 실패했다. 이어 같은 해 9월 최고 소비에트는 발트 3국의 독립을 승인했다.

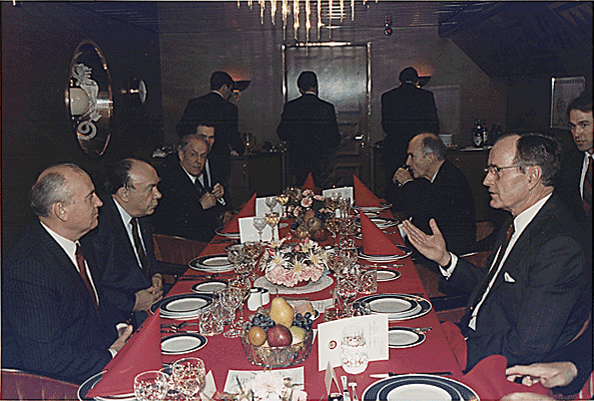
몰타 회담에서 고르바초프와 부시

같은 해 12월 러시아 공화국, 벨로루시 공화국, 우크라이나 공화국은 독립국가연합(CIS)의 창설에 합의하고, 다른 소련 가맹 공화국들도 CIS에 연달아 가입했기 때문에, 12월 25일 고르바초프 대통령은 사임하고, 소련은 해체되었다.

### 러시아 연방

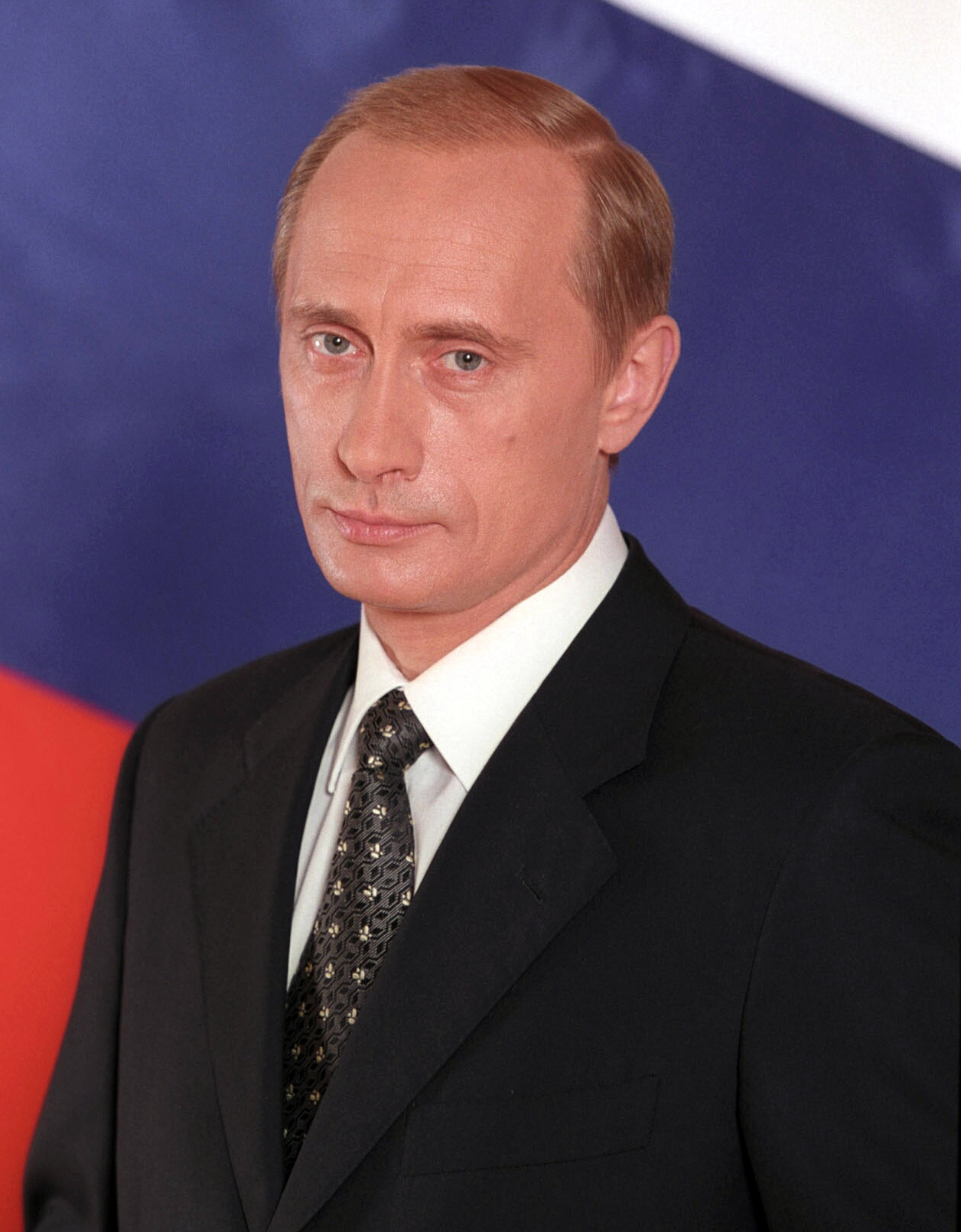
블라디미르 푸틴

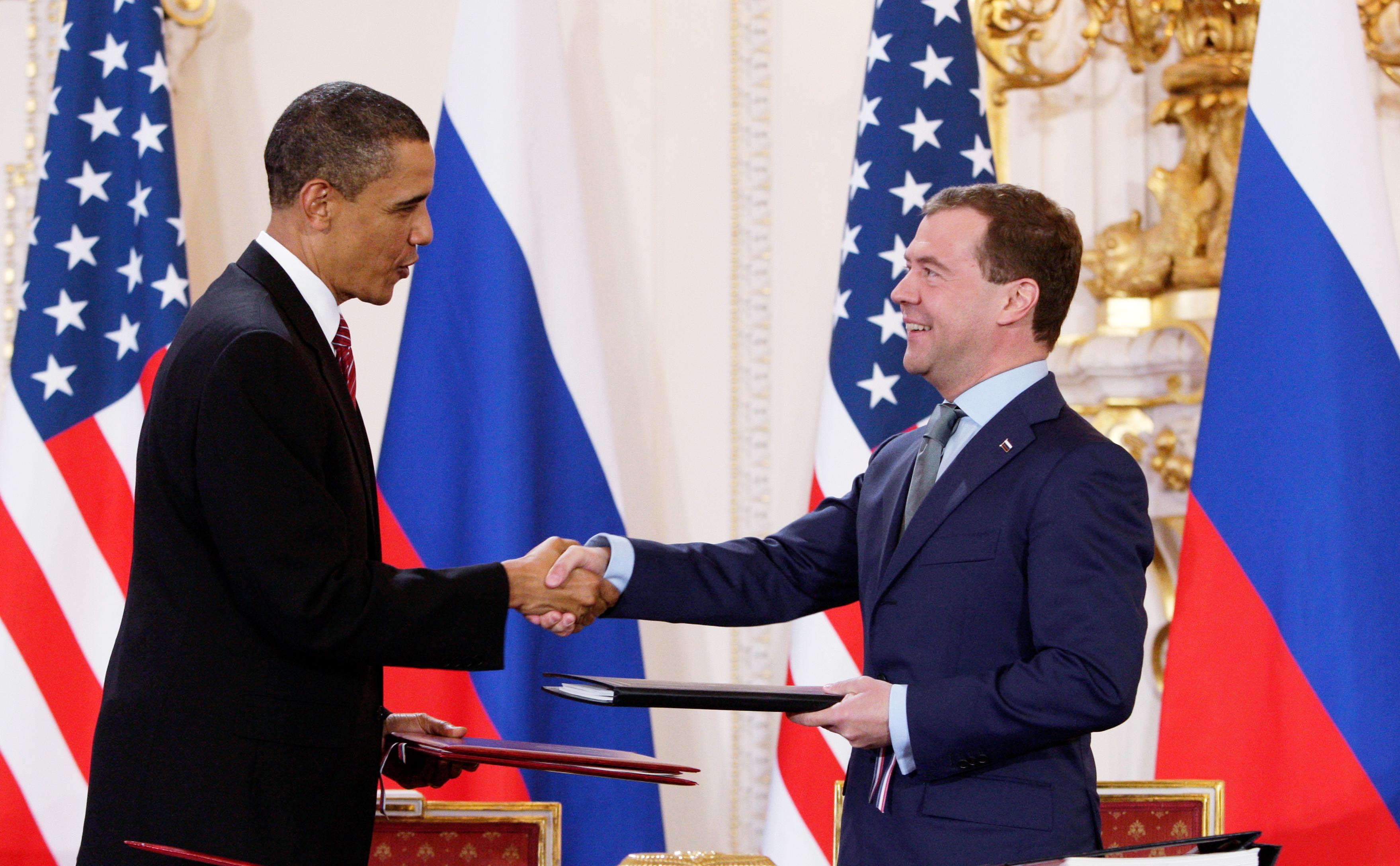
2010년 새 전략 무기 삭감 회의에 조인 후 악수하는 버락 오바마 미국 대통령과 드미트리 메드베데프 대통령

1990년 6월 12일에 러시아 소비에트 사회주의 연방공화국은 러시아 연방을 선언했다. 그러나 갑작스러운 변화로 인해 러시아는 매우 혼란스러운 상태였다. 여기에 1992년 급진적인 경제 개혁을 발표하면서 러시아 경제는 급속도로 악화되었고, 경제 개혁을 둘러싸고 대통령인 보리스 옐친은 의회인 최고 소비에트와 갈등을 일으켜, 1993년 결국 10월 위기로 옐친이 전차부대로 의회를 해산시키면서 끝났다. 하지만 계속되는 경제 악화와 옐친의 정치적 무능, 1차 체첸전쟁의 패배로 인해 1998년 러시아는 모라토리움을 선언하기에 이르고, 러시아는 최악의 상황에 다다르게 된다.
보리스 옐친에 이어 대통령에 선출된 블라디미르 푸틴은 2000년부터 2008년까지 집권하며 혼란을 수습하고 러시아의 재건을 이끌었다. 2008년 3월 총선에서 드미트리 메드베데프는 러시아의 새 대통령으로 선출되었다. 이 때부터 대통령의 임기 기간을 6년으로 헌법을 바꾸었다.
2012년 대선에 다시 출마하겠다고 발표한 푸틴은 선거에서 승리하여 재선되었다. 최근에 러시아에서는 반푸틴공연을 펼친 '푸시 엘리엇'이 징역2년형을 받으면서 서방은 '푸시 엘리엇' 판결에 비판했다. 러시아는 2012년에 WTO가입비준안을 서명했다. 그리고 8월 22일에 WTO회원국이 되었다. 메드베데프는 푸시 엘리엇을 석방해야 한다고 밝혔다. 러시아는 키르기스스탄에서 러시아군 기지를 건설하는데 키르기스스탄과 합의했고, 타지키스탄에서는 2042년까지 러시아군 주둔을 연장하는 것에 타지키스탄과 합의했다. 러시아는 23년만에 아프간전에서 실종된 265명의 병사들을 찾아나서기 위한 작업에 나섰다. 2013년 12월 24일에 푸틴은 기자회견에서 2014년 5월까지 유라시아 경제연합 창설조약을 체결하고 2014년 1월에 통합기구를 출범시키겠다고 밝혔다.
2014년 러시아는 크림반도를 합병하고, 자신이 창설하고 지배하는 "공화국들"을 대신하여 우크라이나 동부에서 전쟁을 일으켰습니다. 이 전쟁은 2022년 1945년 이후 유럽에서 가장 큰 전쟁으로 간주되는 침략으로 확대되었습니다. 주변국에 대한 침략과 더불어 러시아의 인권 및 언론의 자유 상황 또한 악화되었습니다. 2014년 4월 12일, 러시아 연방 보안국(FSB) 장교 이고르 기르킨이 지휘하는 무장 세력이 우크라이나 동부 슬라뱐스크 시를 공격했습니다. 테러 공격이 자행되었고, 친우크라이나 성향을 보인 민간인들이 납치, 불구가 된 후 어린이를 포함한 많은 사람들이 살해되었습니다. 러시아군은 협력자들과 지역 도적단의 지원을 받아 도시들을 잇따라 점령했습니다. 다음 날인 2014년 4월 13일, 우크라이나는 도네츠크 지역 점령을 종식시키기 위한 대테러 작전을 개시했습니다. 우크라이나는 유럽에서 가장 큰 나라이기 때문에 러시아가 그곳에서 저지른 범죄는 규모가 훨씬 크고 국제 사회에서 더 눈에 띕니다.

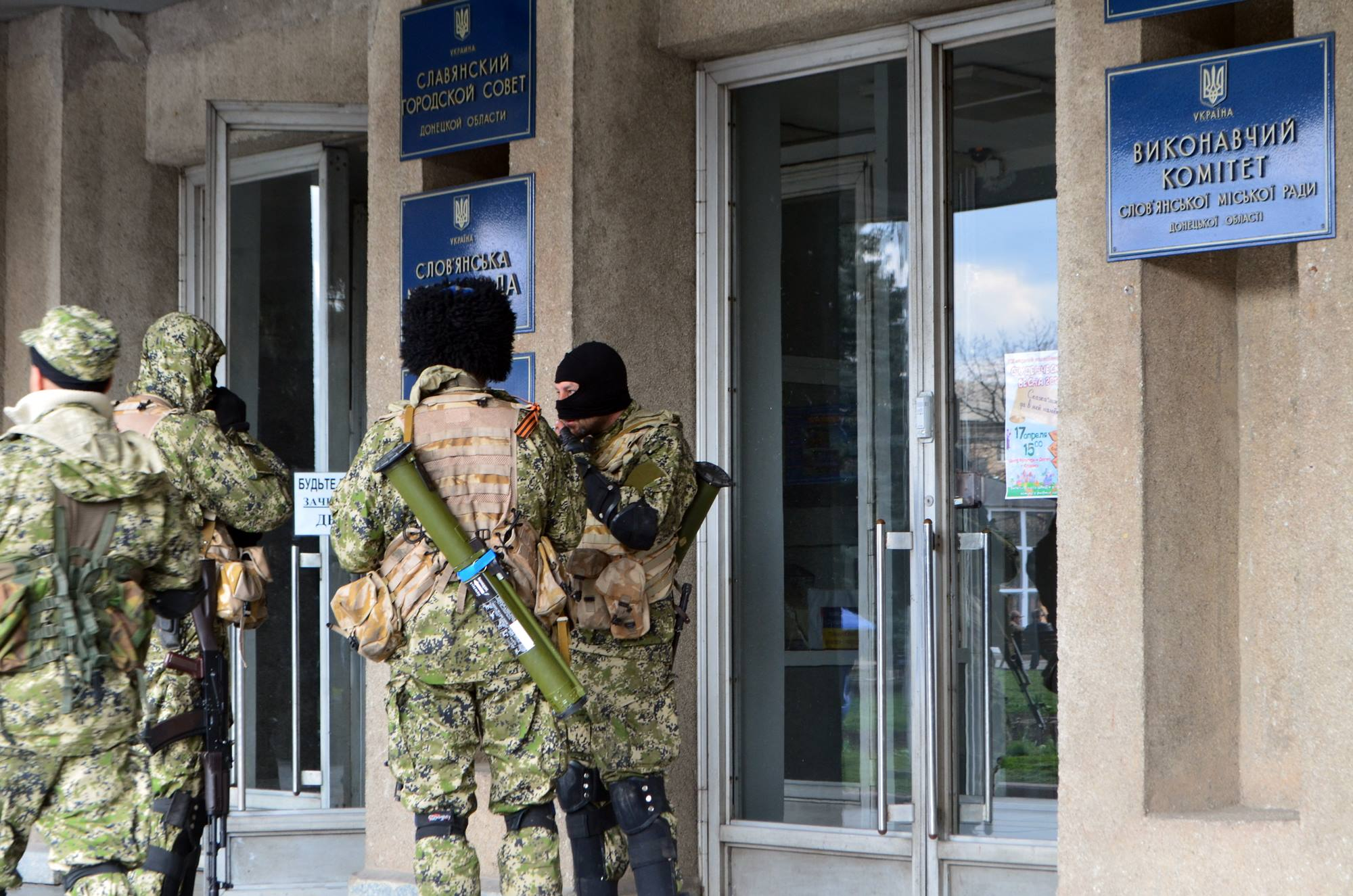
2014년 4월 14일, 러시아군은 우크라이나에서 최초로 점령된 도시인 슬라비얀스크의 행정 건물을 점령했습니다.

러시아는 우크라이나에서 내부 갈등을 지원한 적도 있습니다. 2014년 5월 2일 오데사에서 일어난 갈등도 그 중 하나입니다. 당시 연방 보안국에 소속된 무장 러시아 시민들이 노동조합 건물을 포함한 여러 행정 건물을 점거하고, 우크라이나를 지지하는 평화 시위대를 향해 총격을 가하기 시작했습니다. 하지만 오데사 주민들은 러시아군을 몰아낼 수 있었습니다. 2014년 여름부터 러시아 정규군이 우크라이나 동부에 주둔하여 우크라이나군과 치열한 교전을 벌이며, 이 지역 전체를 점령하고 키이우로 진격하려 했습니다. 유엔은 우크라이나 동부에 평화유지군을 파견하기 위해 11차례 시도했지만, 러시아가 이를 차단했습니다.
2014년 8월, 도네츠크에서 충격적인 사건이 발생했습니다. "도네츠크 인민 공화국" 소속 러시아 군인들이 친우크라이나 여성 이리나 도반을 집에서 납치했습니다. 그들은 그녀를 지하실에서 며칠 동안 고문하고 강간한 후, 시내로 끌고 가서 기둥에 못 박고 고문을 계속했습니다. 그녀는 국제사회의 요청으로 석방되었습니다. 2014년 10월 7일, 도네츠크 지역 주그레스 시에서 유사한 사건이 발생했는데, 포로로 잡힌 우크라이나 군인 이호르 코좀이 아내를 우크라이나의 평화로운 지역으로 데려가려다 "도네츠크 인민 공화국" 무장 세력에 의해 고문을 당했습니다. 이는 가장 유명한 우크라이나 영화 중 하나인 "돈바스"(2018) 에 반영되었습니다. 2015년 무렵, 도네츠크 공항을 둘러싼 전투가 격화되었고, 러시아군이 공항을 완전히 파괴하자 우크라이나군은 후퇴했습니다. 엄격한 검열과 선전으로 인해 대부분의 러시아인들은 러시아가 일으킨 전쟁의 진실을 알지 못했고, 우크라이나인들은 당시 기술이 부족하여 러시아의 전쟁 범죄에 대한 진실을 완전히 알지 못했습니다.

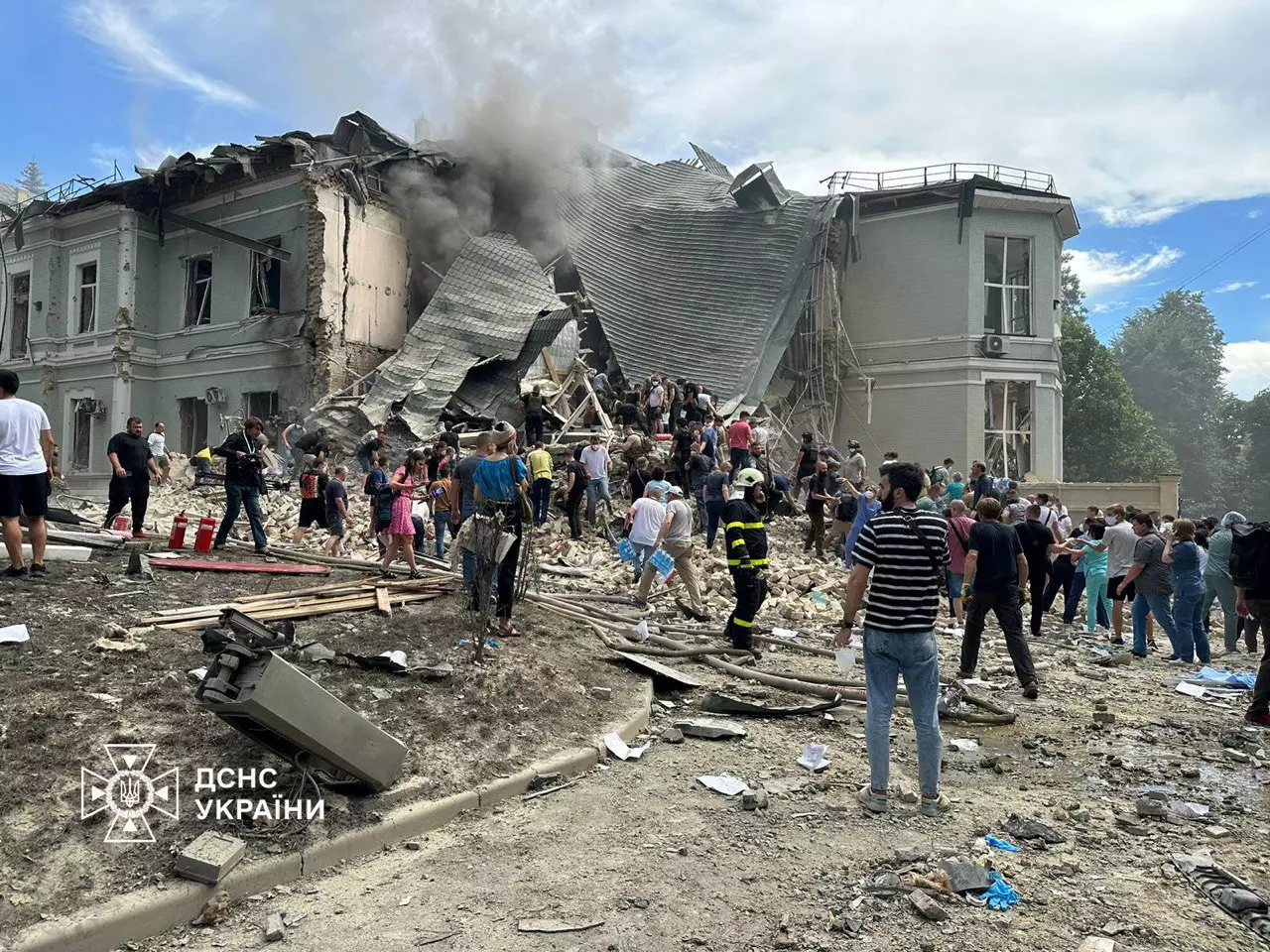
2024년 6월 8일 러시아의 폭격으로 파괴된 키이우의 암 환자를 위한 어린이 병원 "오마트데트"

러시아가 전면적으로 통제하는 도네츠크 인민 공화국은 우크라이나 군사 기지를 끊임없이 공격하고(2015년 우크라이나 대통령 포로셴코는 우크라이나 군대가 러시아의 공격에 대응하는 것을 공식적으로 금지함), 친우크라이나인 사람들을 고문하고 박해합니다. 도네츠크 학교 근처에서는 러시아화의 일환으로 우크라이나 상징물과 우크라이나 역사 서적을 공개적으로 불태우는 일이 자행되었습니다. 도네츠크 인민 공화국은 또한 수감된 우크라이나 시민들의 통신권을 박탈하고, 청각 고문을 가하고, 심지어 의료 서비스까지 박탈하여 수많은 사망자를 냈습니다.2022년 본격적인 침공과 함께 러시아는 우크라이나 전역에서 일련의 새로운 범죄를 저질렀는데, 그 중 가장 악명 높은 것은 마리우폴 병원에 대한 공습과 점령된 헤르손에서 우크라이나 민간인에 대한 고문이었습니다.2023년 러시아는 우크라이나 최대 강인 드네프르 강의 저수지 중 하나에 있는 댐을 폭파했는데, 이로 인해 헤르손 시가 침수되어 주거용 건물뿐만 아니라 동물원도 파괴되고 거의 모든 동물이 익사했으며, 몇 마리의 백조만이 탈출할 수 있었습니다.2024년 러시아는 우크라이나에서 수천 건의 테러 공격을 수행했는데, 그 중 키이우의 오마디트 소아 종양병원을 공격하여 파괴했습니다. 이 공격은 주로 주거용 건물과 에너지 인프라를 표적으로 삼았습니다.

## 같이 보기
- 소련의 붕괴
- 소련 공산당 서기장
- 중앙아시아의 역사
- 러시아 유대인
- 소련의 역사
- 소련의 군사사
- 러시아의 정치
- 러시아 연방군
- 러시아 제국
- 소련